# Jonathan Isaac
Jonathan Isaac (ur. 3 października 1997 w Nowym Jorku) – amerykański koszykarz, występujący na pozycjach niskiego lub silnego skrzydłowego, obecnie zawodnik Orlando Magic.
W 2016 wystąpił w dwóch meczach gwiazd szkół średnich – Jordan Brand Classic i Nike Hoop Summit, a w 2015, w Nike The Trip.

## Osiągnięcia
Stan na 13 lipca 2017, na podstawie, o ile nie zaznaczono inaczej.
NCAA
- Uczestnik rozgrywek II rundy turnieju NCAA (2017)
- Zaliczony do:
  - I składu najlepszych zawodników pierwszorocznych:
    - All-American – Kyle Macy Freshman All-American (2017 przez collegeinsider.com)
    - konferencji Atlantic Coast (ACC – 2017)

  - składu ACC All-Honorable Mention (2017)